# Live at the Mar Y Sol Festival '72
Live at the Mar Y Sol Festival '72 — живий альбом англійської групи Emerson, Lake & Palmer, який був випущений 6 грудня 2011 року.

## Композиції
1. Hoedown — 4:21
2. Tarkus — 22:56
3. Take A Pebble — 4:45
4. Lucky Man — 2:59
5. Piano Improvisation — 9:55
6. Pictures At an Exhibition — 15:27
7. Rondo — 18:29

## Учасники запису
- Кіт Емерсон — орган, синтезатор, фортепіано, челеста, клавішні, орган Гаммонда, синтезатор Муґа
- Ґреґ Лейк — акустична гітара, бас-гітара, електрогітара, вокал
- Карл Палмер — перкусія, ударні